# Grey (dúo)
Grey es un grupo estadounidense de música electrónica formado por los hermanos Kyle y Michael Trewartha. Son más conocidos por su sencillo debut «Starving», una colaboración con el cantante estadounidense Hailee Steinfeld, que presenta el trabajo de producción del DJ ruso-alemán Zedd. Su EP debut, Chameleon, fue lanzado el 29 de septiembre de 2017. Kyle Trewartha anteriormente era conocido como Singularity, bajo cuyo nombre lanzó numerosas canciones originales y remixes.

## Discografía

### Extended plays
- Chameleon (2017)

### Sencillos
- «Starving» (con Hailee Steinfeld y Zedd) (2016)
- «Adrenaline» (con Zedd) (2016)
- «I Miss You» (con Bahari) (2017)
- «The Middle» (con Zedd y Maren Morris) (2017)

### Sencillos promocionales
- «Crime» (con Skott) (2017)

### Otras apariciones
- «Crown» (con Camila Cabello) (2017)

### Remixes
| Canción                                  | Año  | Artista          | Ref.  |
| ---------------------------------------- | ---- | ---------------- | ----- |
| «Where Are Ü Now» (Grey Remix)           | 2015 | Jack Ü           | [ 3 ] |
| «Disarm You» (Grey Remix)                | 2015 | Kaskade          | [ 4 ] |
| «Beautiful Now» (Grey Remix)             | 2015 | Zedd             |       |
| «Papercut» (Grey Remix)                  | 2015 | Zedd             | [ 5 ] |
| «Same Old Love» (Grey Remix)             | 2015 | Selena Gomez     |       |
| «Wild» (Lophiile and Grey Remix)         | 2016 | Troye Sivan      | [ 6 ] |
| «True Colors» (Grey Remix)               | 2016 | Zedd             | [ 7 ] |
| «You're Not There» (Grey Remix)          | 2017 | Lukas Graham     |       |
| «In The Arms Of A Stranger» (Grey Remix) | 2017 | Mike Posner      |       |
| «Do You Remember» (Grey Remix)           | 2017 | Jarryd James     |       |
| «Fresh Eyes» (Grey Remix)                | 2017 | Andy Grammer     |       |
| «One More Night» (Grey Remix)            | 2017 | End of the World | [ 8 ] |
| «Into You» (Grey Remix)                  | 2017 | Ariana Grande    |       |

### Compositores y créditos de producción
| Canción           | Año  | Artista     | Álbum              | Ref.  |
| ----------------- | ---- | ----------- | ------------------ | ----- |
| «Candyman»        | 2016 | Zedd        | Sencillo sin álbum |       |
| «Changed My Mind» | 2018 | Tove Styrke | Sway               | [ 9 ] |